# Federal Bureau of Prisons
Federal Bureau of Prisons (BOP) är en amerikansk federal myndighet som driver 122 federala anstalter. De har också ansvar att hantera och verkställa dödsstraff mot de intagna som är dömda till det i federala domstolar, dessa verkställs sedan den 19 juli 1993 enbart på United States Penitentiary, Terre Haute, anstalten ligger någon kilometer sydväst om de centrala delarna av staden Terre Haute i delstaten Indiana. Myndigheten är underställd USA:s justitiedepartement.

## Historik
BOP bildades den 14 maj 1930 efter att USA:s kongress drev genom ett dekret och som signerades av USA:s 31:a president Herbert Hoover i syfte att skapa en centraliserad myndighet med att övervaka och driva de elva federala anstalter som var i drift vid den tidpunkten.

## Anstalter
Ett urval av anstalter och häkten:

### Nuvarande
- Federal Correctional Complex, Florence
  - ADX Florence
- Federal Correctional Complex, Lompoc
  - Federal Correctional Institution, Lompoc
  - United States Penitentiary, Lompoc
- Federal Correctional Complex, Victorville
  - Federal Correctional Institution, Victorville
    - Federal Correctional Institution, Victorville Medium I
      - Federal Prison Camp Victorville

    - Federal Correctional Institution, Victorville Medium II

  - United States Penitentiary, Victorville
- Federal Correctional Institution, Dublin
- Federal Correctional Institution, Herlong
- Federal Correctional Institution, Mendota
- Federal Correctional Institution, Terminal Island
- Metropolitan Correctional Center, New York
- Metropolitan Correctional Center, San Diego
- Metropolitan Detention Center, Los Angeles
- United States Penitentiary, Atwater
- United States Penitentiary, Marion

### Tidigare
- Alcatraz
- Taft Correctional Institution